# Harry Goaz
Harry Goaz (ur. 27 grudnia 1960 w Jacksonville jako Harry Preston King) – amerykański aktor telewizyjny i filmowy, znany głównie z roli policjanta Andy’ego Brennana w Miasteczku Twin Peaks.

## Życiorys
Wychowywał się w Beaumont w Teksasie. Studiował na University of Texas at Austin, po czym przeniósł się do Los Angeles, gdzie kształcił się w zakresie aktorstwa w The Loft Studio Williama Traylora. Pracował jednocześnie jako kierowca; wykonując ten zawód, pod koniec lat 80. poznał Davida Lyncha. Reżyser dołączył go do obsady Miasteczka Twin Peaks, powierzając mu drugoplanową rolę policjanta Andy’ego Brennana. Aktor wystąpił następnie w kilku odcinkach serialu Eerie, Indiana, po czym zaczął grać głównie w filmach niezależnych (m.in. Na samym dnie Stevena Soderbergha). Powrócił do współpracy z Davidem Lynchem przy realizacji serialu Twin Peaks z 2017, ponownie wcielając się w postać Andy’ego Brennana.

## Filmografia
- 1990: Miasteczko Twin Peaks (serial TV)
- 1991: Eerie, Indiana (serial TV)
- 1995: Na samym dnie
- 2005: Deadroom
- 2010: Earthling
- 2017: Twin Peaks[1]